# Cristián Montecinos
Cristián Antonio Montecinos González (* 29. Dezember 1970 in Talca) ist ein ehemaliger chilenischer Fußballspieler. Der Stürmer spielte neun Mal für die Nationalmannschaft Chiles, für die er drei Treffer bei der Copa América 2001 erzielte.

## Karriere

### Verein
Cristián Montecinos debütierte 1988 für die Rangers de Talca, mit denen er im selben Jahr die Meisterschaft der Segunda División gewann und in die Primera División aufstieg. 1991 wechselte er zu Unión Española, mit denen er 1992 die Copa Chile gewann und nach seinem Leihjahr bei Deportes Temuco, wo er bester Torjäger mit 15 Treffern in der Copa Chile wurde, in der Copa Libertadores 1994 spielte.
1994 ging der Offensivspieler nach Kolumbien, wo er für Atlético Junior an der Seite von Carlos Valderrama spielte und 1995 kolumbianischer Meister wurde. Montecinos steuerte zur Meisterschaft des Klubs aus Barranquilla 16 Tore bei. 1996 verließ er den Klub und nach einer kurzen Etappe bei Deportes Tolima kam er 1996 zum mexikanischen Klub Santos Laguna. Dort wurde die Meisterschaft 1996/97 erstmalig in zwei Hälften mit jeweils einem Meister geteilt. Die Meisterschaft der ersten Saisonhälfte im Invierno 1996 sicherte sich Montecinos' Klub. Nach guten Leistungen bei Deportes Concepción kehrte er nach Mexiko zurück, wo er für Cruz Azul Hidalgo in der zweiten Liga spielte. 1999 spielte er ein Jahr beim chilenischen Hauptstadtklub CSD Colo-Colo, für den er in 28 Ligaspielen 10 Tore erzielte.
Nach weiteren Stationen in Mexiko bei Club Necaxa, mit denen er bei der FIFA-Klub-Weltmeisterschaft 2000 den dritten Platz belegte und dabei zwei Tore erzielte, und Club Puebla sowie einer Rückkehr zu Deportes Concepción wechselte Montecinos in die Vereinigten Arabischen Emirate zu al-Wasl aus Dubai. Auf der arabischen Halbinsel spielte er noch für Dubai SC, den al-Gharafa Sports Club aus Katar und al-Wahda (Abu Dhabi).
2004 kehrte Montecinos erst zu den Rangers de Talca und dann 2005 zu Deportes Concepción zurück und wurde mit 13 Toren gemeinsam mit César Díaz Escobar vom CD Cobresal und Gonzalo Fierro von Audax Italiano Torschützenkönig der Clausura 2005. Concepción hatte allerdings finanzielle Probleme und wurde für ein Jahr vom Spielbetrieb ausgeschlossen. In dieser Zeit lief der 1,80 m große Offensivspieler erneut für Unión Española auf. Nach der Sperre für Deportes Concepción spielte Montecinos noch ein Jahr beim Klub und beendete dann seine aktive Karriere. 2009 kam er nochmal auf Bitte von Trainer Hernán Godoy auf das Spielfeld zurück, um an den Aufstiegsspielen zur Primera División von San Marcos de Arica teilzunehmen. Gegen den CD Palestino verlor das Team aus Arica nach Elfmeterschießen und verpasste so den Aufstieg. Montecinos beendete nach den beiden Partien endgültig seine Karriere.

### Nationalmannschaft
Für die chilenische Nationalmannschaft gab Cristián Montecinos im Juni 1999 beim 1:0-Erfolg im Freundschaftsspiel gegen Bolivien unter Nelson Acosta sein Debüt.
Bei der Copa América 2001 spielte er alle vier Partien über die volle Spielzeit. Im ersten Gruppenspiel gegen Ecuador traf Montecinos zwei Mal beim 4:1-Erfolg und im zweiten Spiel gegen Venezuela erzielte er den 1:0-Siegtreffer. Das letzte Gruppenspiel sowie das Viertelfinale verlor La Roja jeweils mit 0:2 und schied aus dem Turnier aus.
Das letzte Spiel absolvierte Montecinos bei der 0:2-Niederlage in der Qualifikation für die Weltmeisterschaft 2002, für die sich La Roja nicht qualifizierte. Montecinos erzielte drei Treffer in neun Länderspielen für Chile.

## Erfolge
Rangers de Talca
- Segunda División: 1988

Unión Española
- Chilenischer Pokalsieger: 1992

Atlético Junior
- Kolumbianischer Meister: 1995

Santos Laguna
- Mexikanischer Meister: Invierno 1996

Club Necaxa
- Dritter bei der Klub-Weltmeisterschaft: 2000

## Auszeichnungen
- Torschützenkönig der UAE Pro League: 2003
- Torschützenkönig der Primera División: 2005-C

## Sonstiges
Sein in Barranquilla geborener Sohn Joaquín Montecinos ist ebenfalls Profifußballspieler und chilenischer Nationalspieler.